# Free funk
Free funk to połączenie jazzu awangardowego i muzyki funk. Do liderów gatunku należy zaliczyć następujących muzyków: Ornette Coleman, Jamaaladeen Tacuma, James Blood Ulmer. Free funk miał duży wpływ na ukształtowanie się muzyki M-Base.
Do wykonawców muzyki free funk zaliczają się:
- Derek Bailey
- Lester Bowie
- James Chance
- Steve Coleman
- Ornette Coleman
- Jack DeJohnette
- Doug Hammond
- Human Arts Ensemble
- Ronald Shannon Jackson
- Burhan Öçal
- Greg Osby
- Ponga
- Ned Rothenberg
- Craig Taborn
- Jamaaladeen Tacuma
- Gary Thomas
- Derek Trucks
- James Blood Ulmer
- Cassandra Wilson